# Chifeng, Guangdong
Chifeng är en köping i sydöstra  Kina. Den ligger i stadsdistriktet Chao'an i staden Chaozhou i provinsen Guangdong, omkring 340 kilometer öster om provinshuvudstaden Guangzhou. Antalet invånare är 5 703. Befolkningen består av 2 672 kvinnor och 3 031 män. Barn under 15 år utgör 19,0 %, vuxna 15-64 år 65 %, och äldre över 65 år 15,0 %.